# Drepanocaryum sewerzowii
Drepanocaryum sewerzowii — єдиний у своєму роді вид не ароматних однорічних трав, поширених у західній і центральній Азії (Афганістан, Іран, Киргизстан, Пакистан, Таджикистан, Туркменістан, Узбекистан); росте у горах.

## Біоморфологічна характеристика
Стебла 8–45 см, ± прямовисні, зазвичай нерозгалужені, дрібно-волосисті. Листки прості, зелені або сірувато-зелені, іноді з пурпурним відтінком, мінливого розміру до 30 × 25 мм, від широко-яйцеподібних до довгасто-яйцеподібних, з розпорошеними волосками на обох поверхнях; ніжка на нижніх листках до 25 мм, значно зменшується вгорі. Суцвіття складнозонтикоподібне, з пахвових щитків. Приквітки листкоподібні. Приквіточки непомітні. Чашечка помітно косо-опукла біля основи, слабо 2-губа, 5-лопатева (3/2), частки ± рівні або передні частки трохи довші, трикутні, горло ± пряме. Віночок трохи перевищує чашечку, 2-губий, 5-лопатевий (2/3), синьо-бузковий. Горішки ≈ 1 x 1.2 мм, від блідо- до темно-коричневого кольору, кулясті, горбисті, клейкі. Період цвітіння: квітень — травень.